# Guadua

Guadua é um gênero neotropical de bambu espinhoso, da família das gramíneas, variando de espécies moderadamente grandes a espécies muito grandes.
Fisicamente, a Guadua angustifolia é conhecida por ser a maior espécie de bambu neotropical. O gênero é semelhante ao Bambusa e às vezes é incluído nesse gênero. Diversos animais são, em certa medida, associados a povoamentos de bambus  guadua , por exemplo, várias espécies de comedores de sementes como o  toró e rato-do-taquaral.

## Espécies
O gênero Guadua possui 27 espécies reconhecidas atualmente.
- Guadua amplexifolia J.Presl
- Guadua angustifolia Kunth
- Guadua calderoniana Londoño & Judz.
- Guadua chacoensis (Rojas Acosta) Londoño & P.M.Peterson
- Guadua chaparensis Londoño & Zurita
- Guadua ciliata Londoño & Davidse
- Guadua glomerata Munro
- Guadua incana Londoño
- Guadua latifolia (Kunth) Kunth
- Guadua longifolia (E.Fourn.) R.W.Pohl
- Guadua macclurei R.W.Pohl & Davidse
- Guadua macrospiculata London~o & L.G.Clark
- Guadua macrostachya Rupr.
- Guadua maculosa (Hack.) E.G.Camus
- Guadua magna Londoño & Filg.
- Guadua paniculata Munro
- Guadua paraguayana Döll
- Guadua refracta Munro
- Guadua sarcocarpa Londoño & P.M.Peterson
- Guadua superba Huber
- Guadua tagoara (Nees) Kunth
- Guadua trinii (Nees) Rupr.
- Guadua uncinata London~o & L.G.Clark
- Guadua velutina London~o & L.G.Clark
- Guadua venezuelae Munro
- Guadua virgata (Trin.) Rupr.
- Guadua weberbaueri Pilg.